# Jelena Grubišić
Jelena Grubišić (født d. 20. Januar 1987) er en kvindelig kroatisk håndboldspiller som spiller for CSM București og det kortaiske landshold.